# Il processo Cuocolo
Il processo cuocolo è un film italiano del 1969 diretto da Gianni Serra.
È un'accurata ricostruzione del Processo Cuocolo, primo processo storico alla camorra napoletana che si tenne agli inizi del 1900, e che ebbe una grande rilevanza mediatica.
Il film segna il debutto di Bruno Cirino come attore protagonista.